# Rhenus
Die Rhenus SE & Co. KG ist ein internationaler Logistikdienstleister mit Sitz in Holzwickede. 
Alleiniger Gesellschafter ist seit 1998 die Rethmann-Gruppe.

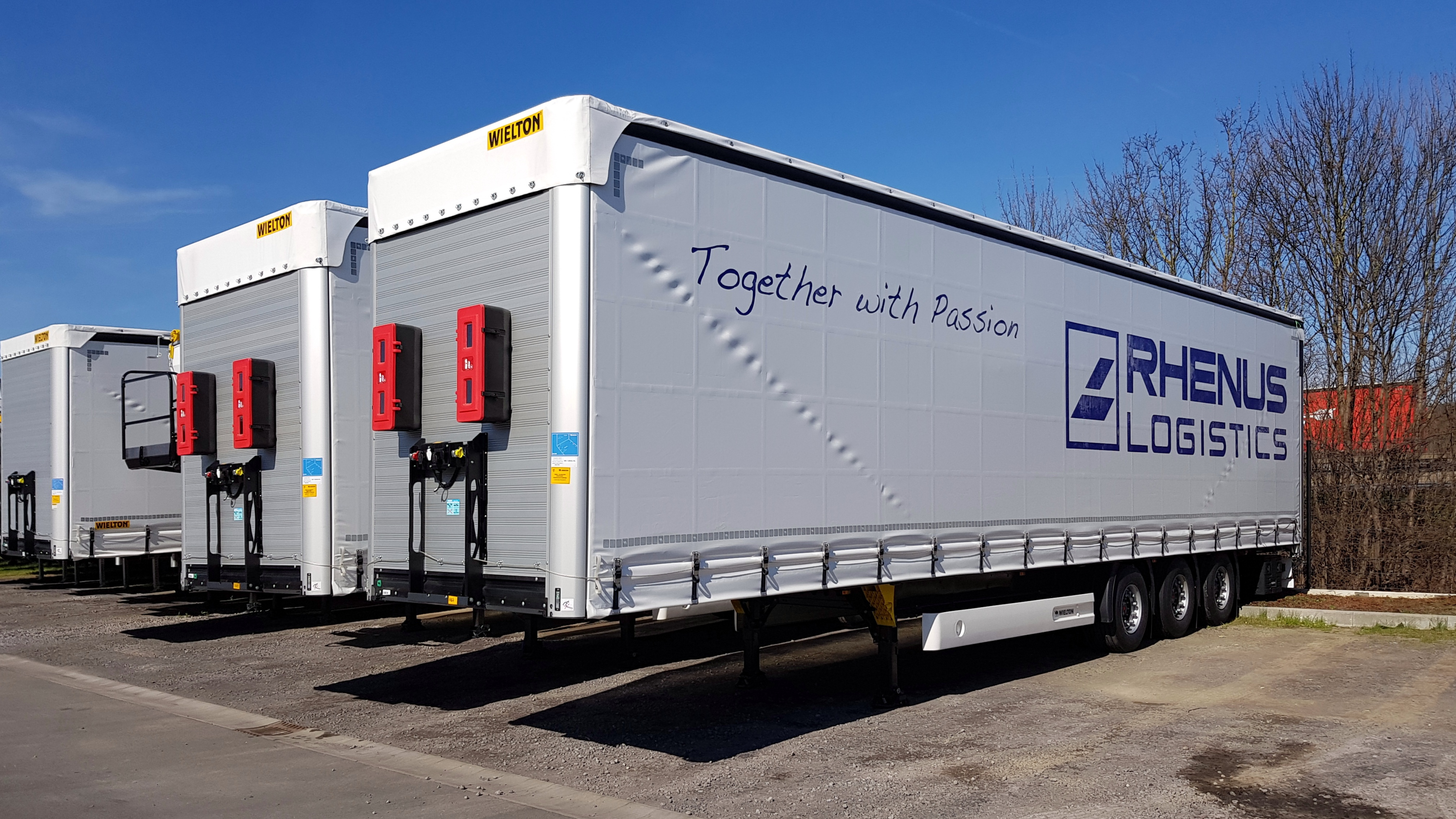
Sattelauflieger von Rhenus für den Einsatz im Warenverkehr

## Firmengeschichte

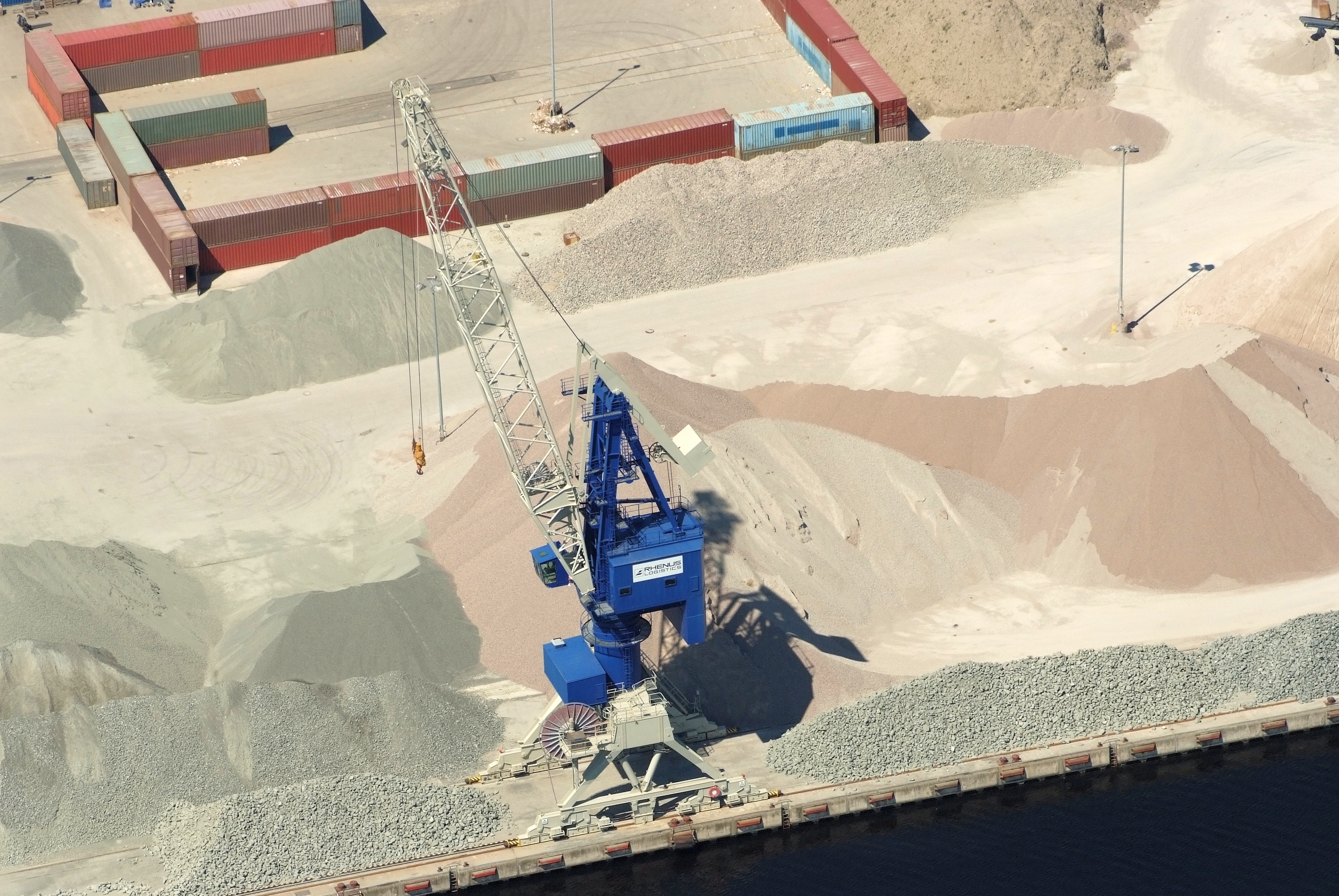
Rhenus im Nordhafen von Wilhelmshaven

### Gründung und Entwicklung bis 1998
Die Rhenus Transport Gesellschaft m.b.H. wurde am 13. November 1912 als gemeinschaftliches Unternehmen der Badischen Actiengesellschaft für Rheinschifffahrt und Seetransport und der Rheinschiffahrts Actiengesellschaft gegründet. Der Name geht zurück auf die lateinische Bezeichnung des Flusses Rhein. Der Sitz des Unternehmens war Frankfurt am Main. Es wurden Filialen in Mannheim, Mainz, Antwerpen (Belgien) und Rotterdam (Niederlande) errichtet. Der Geschäftszweck war die Rheinschifffahrt, Spedition und Lagerei. Vor dem Hintergrund der Weltwirtschaftskrise schlossen sich 1929 die Badische Actiengesellschaft, die Rheinschiffahrts Actiengesellschaft, Rhenus und weitere Unternehmen zu einer Interessengemeinschaft zusammen. 1934 erwarb die Hibernia Bergwerksgesellschaft, ein Tochterunternehmen von VEBA, die Mehrheit der Interessengemeinschaft.
Bei der Umstrukturierung der VEBA 1969 wurde Rhenus von der Hugo Stinnes AG übernommen. Die Binnenschifffahrts-Aktivitäten wurden um Duisburg in der Fendel-Stinnes-Schifffahrt AG gebündelt. Die Rhenus Gesellschaft für Schifffahrt, Spedition und Lagerei wurde in die Rhenus AG mit Sitz in Mannheim umgewandelt.

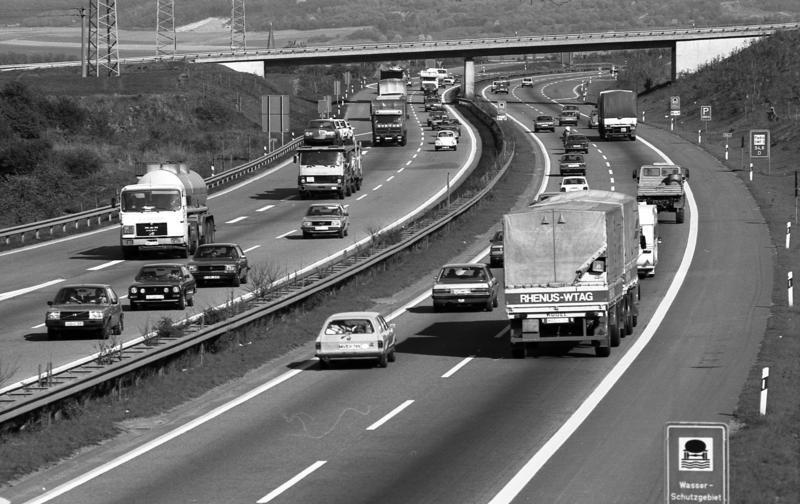
Ein Anhängerlastzug der Rhenus-WTAG auf der Bundesautobahn 61 (1981)

Eine weitere Umfirmierung erfolgte 1976 bei der Bildung einer Interessengemeinschaft von Rhenus AG, Fendel-Stinnes-Schifffahrt AG und der Westfälischen Transport-Actien-Gesellschaft (WTAG). Die neue Gesellschaft hieß nun Rhenus-WTAG AG und hatte ihren Hauptsitz in Dortmund. Gleichzeitig wurde die Tochtergesellschaft CCS Combined Container Service GmbH & Co. KG gegründet. 1984 verschmolzen WTAG AG und Rhenus-WTAG AG zur Rhenus AG. Die Rhenus AG verfügte nun über 100 Standorte in Deutschland und weitere 80 im Ausland.
1988 bildete Rhenus drei Betriebsführungs-Aktiengesellschaften: Die Rhenus Weichelt AG betrieb den Straßengüterverkehr, die Rhenus Lager und Umschlag AG übernahm die Bereiche Lagerei, Umschlag und Binnenschifffahrt und die Rhenus Transport International war für die internationale Spedition und Luftfracht zuständig. Im Zuge der Übernahme von Schenker durch Stinnes wurde 1991 die Rhenus Weichelt AG mit der Schenker Eurocargo AG fusioniert und die Aufgaben der Rhenus Transport International AG wurden durch die neu gegründete Schenker International AG übernommen. Die Rhenus Lager und Umschlag AG behielt ihren Geschäftsbereich und firmierte wieder unter Rhenus AG.
Zur Bündelung aller Logistikaktivitäten des Stinnes-Konzerns wurde 1996 die Schenker-Rhenus AG gebildet. In ihr wurden die drei 1991 gebildeten Geschäftsbereiche vereinigt. Im Vorfeld waren die Binnenschifffahrts-Aktivitäten aller Stinnes-Tochterunternehmen in der RS PartnerShip gebündelt und zusammen mit der Midgard Deutsche Seeverkehrs-AG in die Rhenus Gruppe integriert worden.

### Entwicklung seit 1998

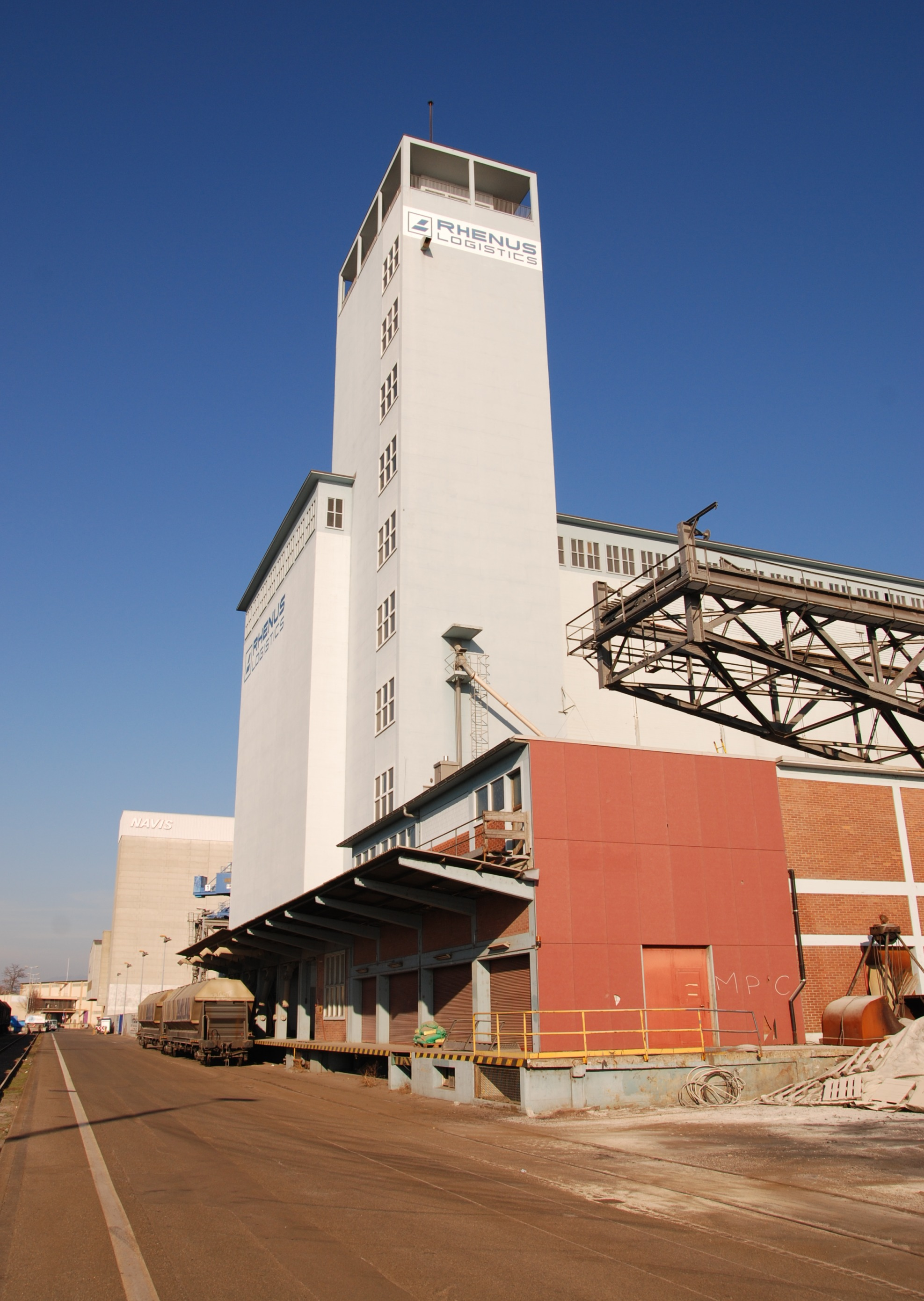
Speichersilo von Rhenus am Basler Rheinhafen

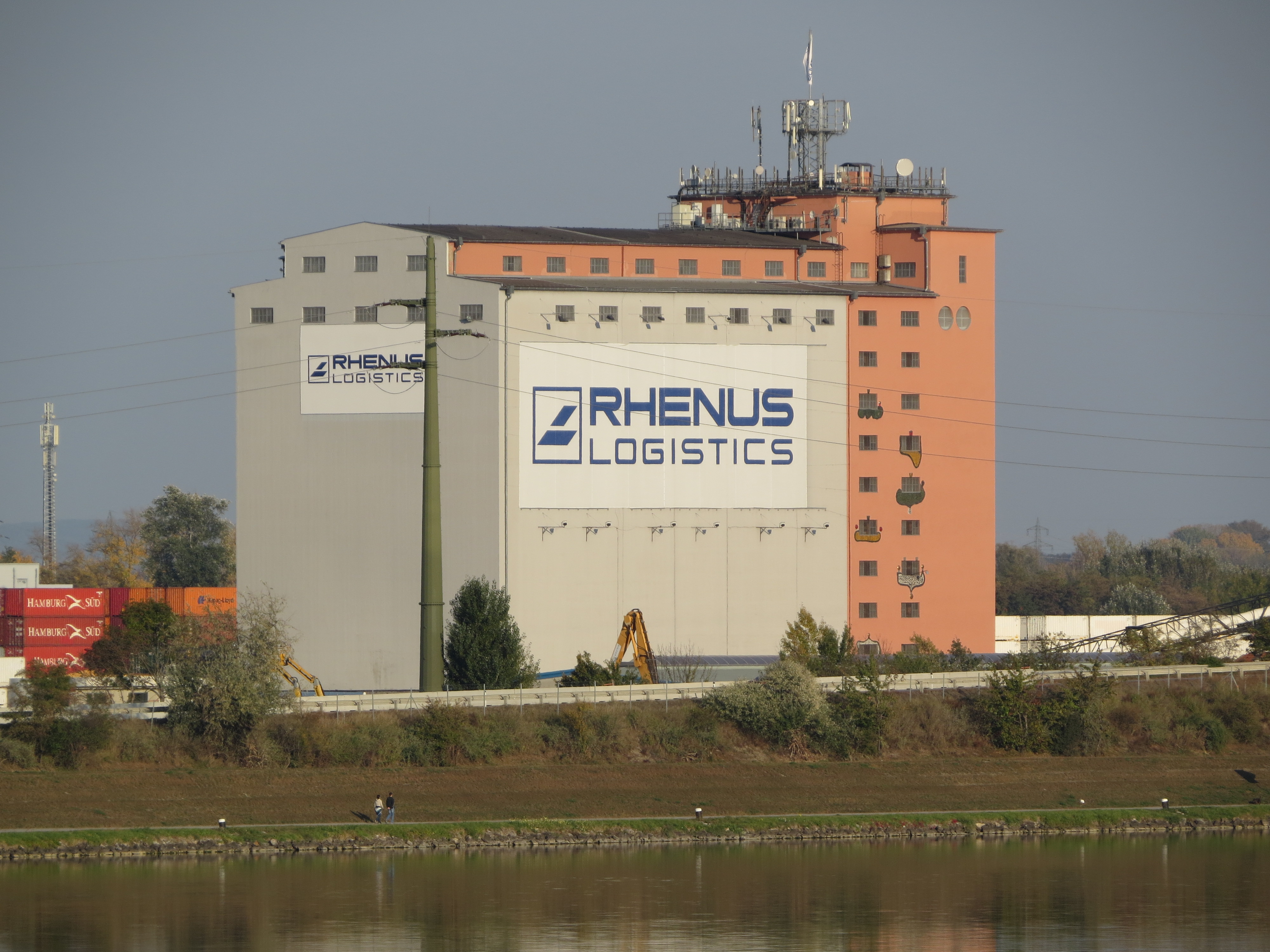
Rhenus Logistics in Krems an der Donau

Rhenus wurde 1998 von der Rethmann-Gruppe übernommen und trat danach als Komplettanbieter für logistische Dienstleistungen auf. Vorstandsvorsitzender wurde Hermann Niehues. In den Folgejahren erweiterte Rhenus ihren Bestand an Logistikzentren in Europa und kaufte verschiedene Unternehmen der Logistikbranche. Rhenus straffte die Unternehmensstruktur im Jahr 2002. Die in Rhenus AG & Co. KG umfirmierte Führungsgesellschaft hat mehrere Geschäftsfelder:
- Contract Logistics (Kontraktlogistik)
- Hafenlogistik (Full-Service-Provider für See- und Binnenhäfen)
- Intermodal (Umschlag und Transport im Containerverkehr), Contargo

Mit dem Einstieg bei Iwanter im Jahr 2004 legte Rhenus den Grundstein für das neue Geschäftsfeld Home Delivery und weitete damit ihre Aktivitäten in der Handelslogistik für die Endkundenbelieferung sowie Montage von Möbeln und Großgeräten aus. 2006 übernahm Rhenus die Interspe Hamann Group (IHG) und verfügte damit über deren europäisches Landverkehrsnetz und weltweite Frachtdienstleistungen. Weitere europäische Warehouse-Standorte wurden hinzugewonnen. Rhenus war damit ein integrierter europäischer Logistikdienstleister.
Rhenus erwarb im Juli 2007 die Transport Management International Holding (TMI) mit Sitz in Hoofddorp (Niederlande). TMI ergänzte in der Sparte Freight Logistics das europäische Netz der Rhenus IHG, insbesondere in den Benelux-Staaten, und brachte weitere Contract-Logistics-Standorte ein. Darüber hinaus führte die Übernahme der TMI zu einer Erweiterung der internationalen Luftfracht- und Seefracht-Geschäfte in der Rhenus Gruppe.
Die Rhenus Gruppe übernahm zum Jahreswechsel 2007/2008 die Hamann International SAS mit 4 Standorten in Frankreich (Bordeaux, Cholet, Angers und Lyon) und gründet damit die Rhenus Freight Logistics in Frankreich.
Im September 2008 starb Hermann Niehues nach einem Reitunfall. Klemens Rethmann wurde neuer Vorstandssprecher. 2010 startete Rhenus die Xpress-Sparte für Ad-hoc-Transporte im Geschäftsfeld Home Delivery. 2010 erwarb Rhenus eine Mehrheitsbeteiligung an der Pro-Log-Gruppe, um das eigene Netzwerk in Asien zu verdichten. Rhenus und der Mierka Donauhafen Krems vereinbarten eine strategische Partnerschaft zum Ausbau der Donau-Aktivitäten, die 2013 zum Erwerb einer Mehrheitsbeteiligung führte. 2018 erfolgte die komplette Übernahme und die Umbenennung in „Rhenus Donauhafen Krems“. Die Thüringer Verlagsauslieferung (TVA) in Gotha wechselte von der Langenscheidt Verlagsgruppe in den Besitz der Rhenus Medien Logistik. Rhenus übernahm die Speditionen Weckerle GmbH Spedition + Logistik, IFS Inter Freight System Internationale Spedition GmbH und Grossmann Sea & Air logistics.
2011 unterzeichnete Rhenus einen Vertrag zur Übernahme der europäischen Aktivitäten der Wincanton-Gruppe und stärkte mit dem Kauf ihre Aufstellung in der Kontraktlogistik und bei multimodalen Transporten.  Die Aktivitäten wurden zunächst in der Gesellschaft Rhenus Midi Data geführt sowie seit 2019 in der Rhenus High Tech. Im Hafen Rotterdam erwarb das Unternehmen einen 20 ha großen Tiefsee-Terminal.
2012 übernahm Rhenus im Geschäftsfeld Home Delivery 100 Prozent der Anteile am Möbellogistikspezialisten Inntralog Innovation-Transport-Logistik. 2014 übernahm Rhenus die Lagerlogistik des Automobilherstellers BMW im Werk Regensburg-Neutraubling sowie die Mehrheit am Schweizer Güterverkehrsunternehmen Crossrail. Ende Februar 2015 übernahm Rhenus die KOG Worldwide AG. Das Unternehmen ist als Business Unit der Gruppe bis heute in den Bereichen Projektlogistik und Anlagentransporte in den USA, Europa und Asien tätig (Stand: 2023). Im Oktober 2015 erwarb die Rhenus Gruppe 50 Prozent der Anteile an der LTE Logistik- und Transport von dem bisherigen Alleingesellschafter Graz-Köflacher Bahn. 2016 erweiterte die Rhenus ihr Engagement in der Automobilbranche mit der Übernahme der Ferrostaal Automotive. 2017 übernahm Rhenus die Spedition O’Brien Customs and Forwarding Pty Ltd. und ist damit auch in Australien mit einer eigenen Landesgesellschaft, der Rhenus Logistics Australia, vertreten. Im selben Jahr trat das Unternehmen mit der Übernahme von Network 4 Home Delivery in die Endkundenbelieferung von Möbel, weißer und brauner Ware in Großbritannien ein. 2018 baute Rhenus das brasilianische Standortnetz mit dem Kauf des Unternehmens Pirâmide SeaAir Comércio Exterior aus. Zudem erwarb der Logistikdienstleister für das Tochterunternehmen Rhenus Home Delivery die niederländische Spedition Jos Dusseldorp Vastgoed B.V. mit mehr als 90 Mitarbeitern und stärkte ihre Position in Westeuropa. Seit August 2018 ist der Logistiker auch in Neuseeland für seine Kunden vor Ort. 2019 übernahm Rhenus die Beteiligung an den Niederrheinischen Verkehrsbetrieben von seinem Tochterunternehmen Rhenus Veniro, bevor dieses mit der deutschen Tochter von Transdev fusioniert wurde. Ebenfalls 2019 übernahm Rhenus den südafrikanischen Speditions- und Logistikanbieter World Net Logistics (WNL) mit Sitz in Johannesburg und ist seither auf allen fünf Kontinenten vertreten. Im gleichen Jahr kaufte Rhenus die MTS Medizinischer Transport-Service GmbH mit Sitz in Krefeld, um ihre Medical-Sparte in der High Tech auszubauen. 2020 übernahm die Rhenus Gruppe mehrheitlich die Deutsche Binnenreederei von der polnischen Kapitalgruppe OT Logistics und dem Hamburger Unternehmen Carl Robert Eckelmann. Zudem erwarb Rhenus 100 Prozent der Anteile an der Simon Hegele Hightech Transport & Service, einem Tochterunternehmen der Simon Hegele-Gruppe. Außerdem übernahm die Rhenus Gruppe die operativen Gesellschaften der neuseeländischen Malcolm Total Logistics Group.
Rhenus erwarb am 1. Januar 2021 sämtliche Anteile an dem bayerischen Scandienstleister MDN Hübner und übernahm die Logistikgruppe Loxx, um laut eigenen Angaben die Aktivitäten in Deutschland und Europa zu verstärken. Mit der Übernahme der Speditionsgeschäfte der BLG Logistics Group in Deutschland erschloss Rhenus neue Geschäftsfelder im Bereich Air & Ocean. Durch die vollständige Übernahme des kroatischen Logistikspezialisten Log Adria erweiterte das Unternehmen seine Aktivitäten auf der Balkanhalbinsel. Die Präsenz auf dem polnischen Markt baute Rhenus mit der Übernahme des Speditions- und Logistikunternehmens C. Hartwig im Oktober 2021 weiter aus. Ferner übernahm Rhenus im Juni 2023 das Unternehmen Destroy & Recycling in Polen und im September 2023 die BLU Logistics mit Sitz in Kolumbien sowie eine Mehrheitsbeteiligung an der LBH Group.
Rhenus gehörte im Jahr 2021 zu den Stiftern der Open Logistics Foundation, einer gemeinnützigen Stiftung, die Open-Source-Lösungen für Logistik und Supply-Chain-Management entwickelt und implementiert.

## Unternehmensstruktur
Die Rhenus Gruppe ist als Logistikdienstleister an 1.330 Standorten tätig. Darunter fallen Niederlassungen in Europa, Indien, Nordamerika, Südamerika, mittelamerikanischen Ländern, Asien, Afrika und Ozeanien.
Der Umsatz des Unternehmens lag für 2024 bei 8,2 Milliarden Euro. Im Jahr 2024 beschäftigte das Unternehmen 41.000 Mitarbeiter. Rhenus gilt 2023 als das größte deutsche Transportunternehmen ohne Staatsbeteiligung. Es handelt sich um ein dezentral organisiertes Unternehmen, das sich seit 2022 in Form einer Matrixorganisation aufgestellt hat.

## Geschäftsbereiche
Die Geschäftsbereiche, die das Unternehmen selbst als Divisionen bezeichnet, sind Automotive, Contract Logistics, Overland Transport, Port Logistics sowie Air & Ocean. Im Bereich der Transportlogistik bietet das Unternehmen Straßen-, Schienen-, Luftfracht-, Seefracht und Binnenschifffahrtstransporte an. Insbesondere in dem Bereich der Lagerlogistik vertreibt Rhenus gemeinsame Dienste an unterschiedliche Benutzer des gleichen Logistikzentrums, übernimmt Logistikprozesse durch Implementierung von Personal- oder Gerätekonzepten und errichtet Neuanlagen für seine Kunden. Zudem besitzt das Unternehmen ein eigenes Lagerverwaltungssystem und bietet die Echtzeitüberwachung laufender Prozesse per App für seine Kunden an.

## Nachhaltigkeit
Im niederländischen Tilburg betreibt Rhenus ein Lagerhaus mit 13.000 Solarmodulen auf dem Dach, wodurch eine CO2-neutrale Energieversorgung des Unternehmens und die Stromproduktion für 750 Haushalte ermöglicht wird. Dieses Logistikzentrum namens The Tube erhielt einen BREEAM-Score von 99,48 Prozent und die Beurteilung Outstanding.
In Wesel baute das Unternehmen im Jahr 2023 ein Logistikzentrum mit einer Gesamtfläche von 86.000 Quadratmetern, das ohne fossile Brennstoffe auskommt. Die Fußbodenheizung wird über Geothermie betrieben. Zudem erzeugt eine Photovoltaikanlage auf dem Dach Strom, der wiederum in Batteriespeichern gesammelt wird.
Zudem eröffnete Rhenus Geschäftsstellen an den Standorten Halifax und St. John’s in Kanada, um die Entwicklung von Offshore-Windpark-Projekten voranzutreiben.
In Kleinhüningen baute das Unternehmen eine Solaranlage auf dem Hallendach, um 2,4 Millionen Kilowattstunden pro Jahr zu erzeugen und damit den Jahresstrombedarf der Rhenus-Aktivitäten in Kleinhüningen zu decken. Insgesamt konnte Rhenus im Jahr 2023 durch Photovoltaikanlagen auf Logistikzentren mehr Strom produzieren, als es für den Betrieb der eigenen Zentren benötigte.

## Auszeichnungen
- 2010: Ausbildungstrophy von der Wirtschaftskammer Niederösterreich für Rhenus Logistics in Groß-Enzersdorf[67]
- 2019: Platz 5 der Top 10 Logistikunternehmen im Rahmen der Supply-Chain-Services-Studie der Fraunhofer Arbeitsgruppe[68]